# Lurë
Lurë là một xã trong quận Dibër thuộc hạt Dibër, Albania. Dân số năm 2005 là 2050 người.